# Архимандрит Антоније (Ђурђевић)
Антоније (световно Алекса Ђурђевић; Суводање код Ваљева, 14. јун 1917 — Манастир Троноша, 2. август 1997) био је православни архимандрит, духовник Српске православне цркве и игуман Манастира Троноше.

## Биографија
Рођен је у селу Суводање код Ваљева од оца Пантелије и мајке Персиде рођене Алексић. Његово световно име је било Алекса. Завршио је четири разреда основне школе у Ставама, а нижу гимназију у Ваљеву. Отишао је 1934. у манастир Благовештење где је био искушеник. Замонашио га је владика Николај у манастиру Никоље 20. јуна 1937. и 18. децембра 1937. је постао јеромонах. Током Другог светског рата заробили су га Немци и био је затворен у логору код Кремса у Аустрији и Дахау у Немачкој.
По завршетку рата, 1945. године, вратио се у манастир Благовештење. После тога је био старешина манастира Клисура код Ариља. Потом је отишао у манастир Ковиљ и 1950. у манастир Рачу. Од 1953. је прешао у шабачко-ваљевску епархију и постављен за старешину манастира Пустиње где је тада обновљен монашки живот. За успешно обнављање манастира Пустиње одликован је 1956. чином игумана.
Постављен је 9. фебруара 1961. за старешину манастира Троноше где се такође ангажовао око обнављања манастирског конака. За свој рад одликован је чином архимандрита 1980. године.
Изабрао га је Свети архијерејски синод Српске православне цркве 1990. да између три кандидата извуче коверат са именом новог патријарха српског. Том приликом извучен је дотадашњи епископ рашко-призренски Павле са којим је био у истом братству у манастирима Благовештење и Рача. Друга два кандидата за патријарха српског били су епископи жички Стефан и шумадијски Сава.
Архимандрит Антоније је преминуо 2. августа 1997. у манастиру Троноши. Сахрањен је у манастирској порти, опело је служио патријарх Павле са још четворицом епископа Српске православне цркве